# Пенал (принадлежность)

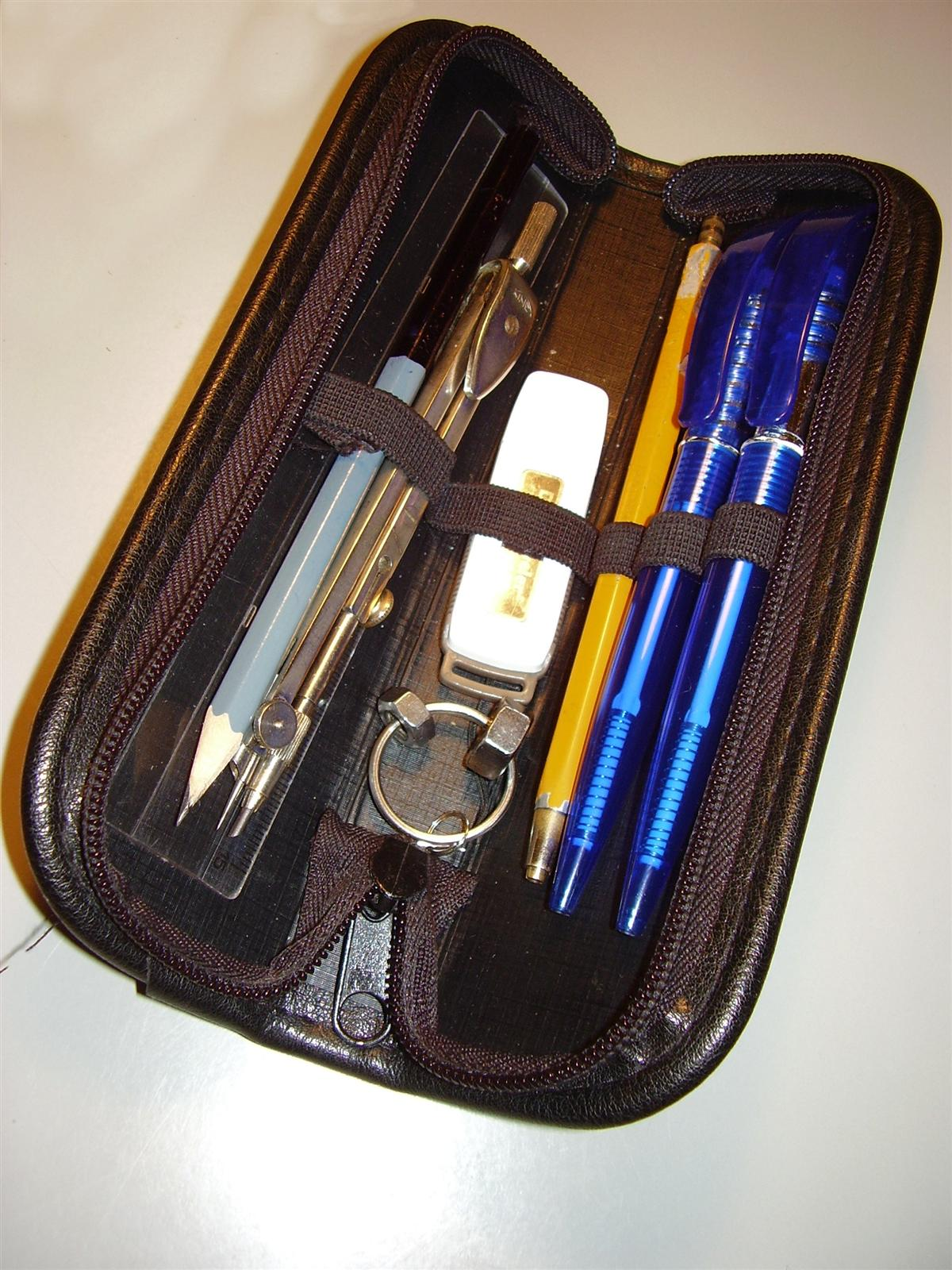
Пенал

Пенал (от лат. penna — букв. перо) — небольшой футляр или контейнер, предназначенный для хранения различных канцелярских принадлежностей, в первую очередь карандашей и ручек, но также стирательных резинок, линеек и тому подобного; используется в основном школьниками и студентами. Пенал может иметь разную форму и изготавливаться из разнообразных материалов, включая пластмассу, кожу, металл и дерево.
Первые специфические пеналы, как считается, появились в начале XIX века, имели цилиндрическую или круглую форму и изготавливались из серебра. При этом некоторые из подобных принадлежностей, выпускавшихся в 1860-е и 1870-е годы, богато декорировались, в том числе яшмой и платиной, или даже целиком делались из дорогих материалов наподобие слоновой кости. Первый патент на пенал был получен в США Вероной Перл Амот в 1946 году, подавшей заявку на него двумя годами ранее.